# 367

367(삼백육십칠)은 366보다 크고 368보다 작은 자연수다.

## 수학
- 73번째 소수(素數)다. 앞의 소수는 359, 다음 소수는 373이다.
  - 21번째 슈퍼 소수로, 367의 소수 순번인 73도 소수다. 앞의 슈퍼 소수는 353, 다음은 401이다.
- {\displaystyle 83^{3}-1}은 367로 나누어떨어진다.

## 과학
- NGC 367(영어판): 고래자리 방향에 있는 나선은하.

## 교통
- 국도
  - 일본 367번 국도(일본어판): 교토부 교토시 시모교구에서 후쿠이현 미카타카미나카군 와카사정까지 이어지는 일본의 국도.
- 기타 도로
  - 367번 지방도: 경기도 고양시 덕양구 벽제동에서 연천군 장남면 판부리까지 이어지는 대한민국의 지방도.
  - 현도 제367호선

## 군사
- U-367(영어판): 제2차 세계 대전에 사용된 나치 독일의 군용 잠수함.

## 문화유산
- 대한민국의 보물 제367호: 기축명아미타불비상
- 대한민국의 사적 제367호: 남양주 영빈묘

## 기타
- 연도: 367년, 기원전 367년